# Кліниська-Великі
Кліниська-Великі (пол. Kliniska Wielkie, нім. Groß Christinenberg) — село в Польщі, у гміні Ґоленюв Голеньовського повіту Західнопоморського воєводства.
Населення — 1269 осіб (2011).
У 1975-1998 роках село належало до Щецинського воєводства.

## Демографія
Демографічна структура станом на 31 березня 2011 року:
|          | Загалом | Допрацездатний вік | Працездатний вік | Постпрацездатний вік |
| -------- | ------- | ------------------ | ---------------- | -------------------- |
| Чоловіки | 636     | 138                | 466              | 32                   |
| Жінки    | 633     | 147                | 407              | 79                   |
| Разом    | 1269    | 285                | 873              | 111                  |